# John Weldon
John Weldon (11 de maio de 1945, Belleville, Ontário), é um matemático, ator, compositor e cineasta canadense, famoso mundialmente por seus filmes de animação que abordam pessoas comuns em situações absurdas.

## Filmografia
- The Hungry Squid, (2001)
- Frank the Wrabbit, (1998)
- Scant Sanity, (1996)
- The Lump, (1991)
- To Be, (1990)
- Of Dice and Men, (1988)
- Real Inside, (1984)
- Log Driver’s Waltz, (1979)
- Special Delivery, (1978)
- What Do You Do?, (1976, animador)

## Premiações
- Oscar de Melhor Curta-Metragem por Special Delivery em 1979.
- Indicado a Palma de Ouro de Melhor Curta-Metragem por To Be, em 1990.